# Myrkgrav

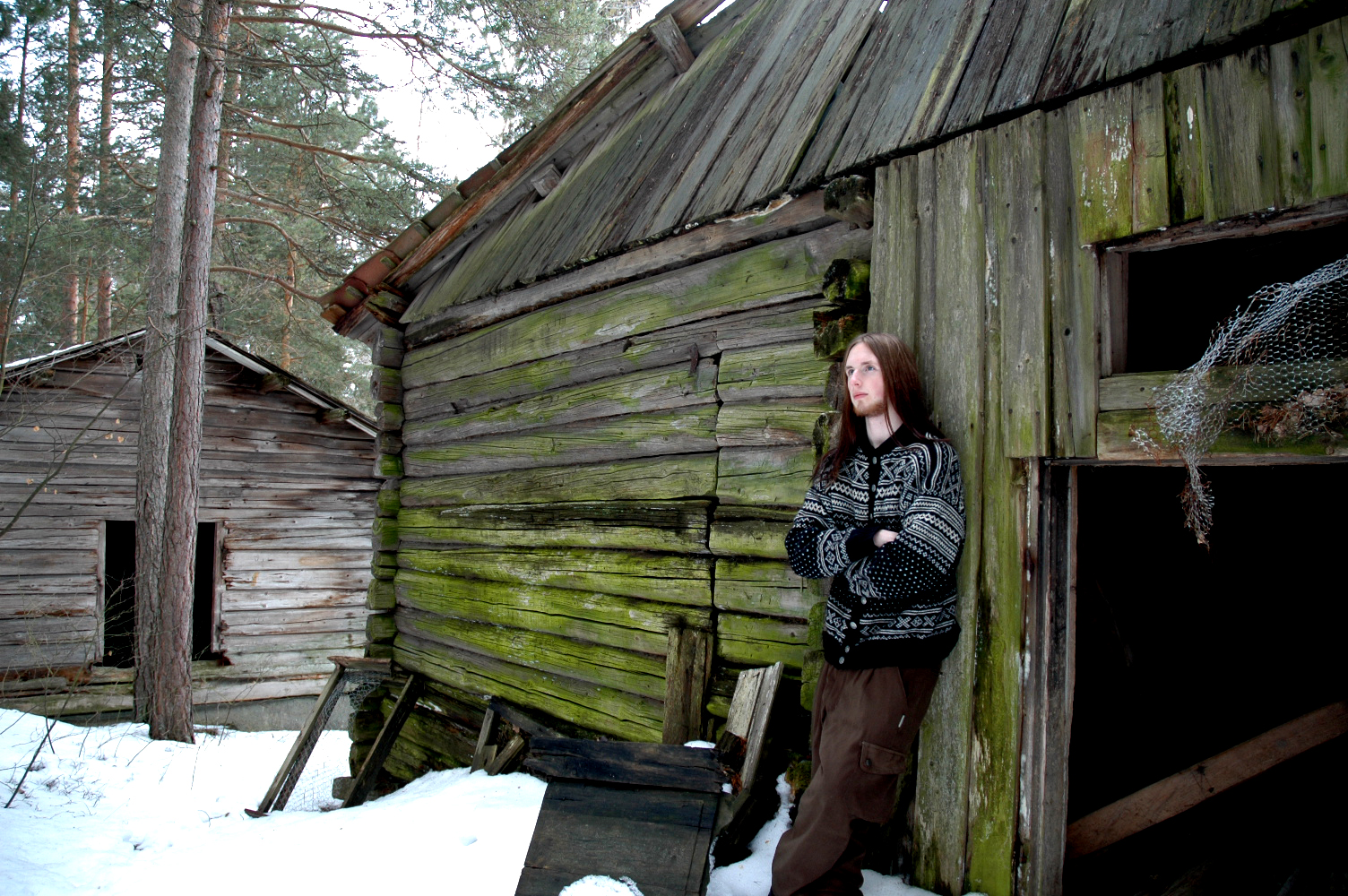
Lars Jensen

Myrkgrav – norweski zespół założony w 2003 roku w Ringerike. Pomysłodawcą i jedynym członkiem zespołu jest Lars Jensen, wykonuje on muzykę na pograniczu black metalu, folk metalu i viking metalu. 
Pierwsze demo Myrkgrav zatytułowane Fra Fjellheimen Kaller... ukazało się w 2004 roku i zawierało 6 utworów, z tekstami napisanymi w lokalnym dialekcie języka norweskiego. 
Debiutancki album o tytule Trollskau, Skrømt og Kølabrenning został wydany 27 października 2006 roku, nakładem wytwórni Det Germanske Folket. Tematyka utworów dotyczy lokalnej historii, legend i folkloru okolic Ringerike, Lommedalen i Hole z okresu od XVII do XIX wieku.

## Muzycy
Obecny skład zespołu
- Lars Jensen – śpiew, gitary, gitara basowa, instrumenty klawiszowe, perkusja, flet, skrzypce hardingfele[2]

Muzycy sesyjni
- Stine Ross Idsø - skrzypce hardingfele (od 2008)
- Olav Mjelva - skrzypce hardingfele (od 2008)

Gościnna współpraca
- Aleksandra Rajković – instrumenty klawiszowe
- Erlend Antonsen – gitara basowa
- Espen Hammer – gitara basowa na płycie Trollskau, Skrømt og Kølabrenning
- Benita Eriksdatter – śpiew w utworze "Gygra og St. Olav" (płyta Trollskau, Skrømt og Kølabrenning)
- Sindre Nedland – śpiew na płycie Trollskau, Skrømt og Kølabrenning

## Dyskografia
- Fra Fjellheimen Kaller... (demo) (2004, wydanie własne)
- Trollskau, Skrømt og Kølabrenning (2006, Det Germanske Folket)
- Sjuguttmyra/Ferden Går Videre (split z zespołem Voluspaa) (2011, Einheit Produktionen)